# 1883
Năm 1883 (MDCCCLXXXIII) là một năm thường bắt đầu vào Thứ 2 (liên kết sẽ hiển thị đầy đủ lịch) trong Lịch Gregory (hoặc một năm thường bắt đầu vào Thứ 7 trong Lịch Julius chậm hơn 12 ngày).

## Sự kiện

### Tháng 7
- 20 tháng 7 – Sau khi vua Tự Đức băng hà, hoàng tử Ưng Chân lên kế vị, tức vua Dục Đức.
- 23 tháng 7 – Vua Dục Đức bị phế bỏ.
- 30 tháng 7 – Lãng Quốc công Hồng Dật lên ngôi vua kế vị Dục Đức, đặt niên hiệu là Hiệp Hòa.

### Tháng 8
- 18 tháng 8 – Tướng Pháp là Courbet đem hạm đội tới đánh cửa Thuận An.
- 25 tháng 8 – Triều đình nhà Nguyễn ký kết hiệp ước hòa ước Quý Mùi.
- 26–27 tháng 8 – Đảo núi lửa Krakatoa phun trào vào lúc 10 giờ 02 phút sáng (giờ địa phương); khiến 163 ngôi làng bị phá hủy và 36.380 người bị thiệt mạng do sóng thần.

### Tháng 11
- 29 tháng 11 – Vua Hiệp Hòa bị quyền thần Tôn Thất Thuyết và Nguyễn Văn Tường phế bỏ rồi bị bức tử.

### Tháng 12
- 2 tháng 12 – Nguyễn Phúc Ưng Đăng lên ngôi vua kế vị Hiệp Hòa, đặt niên hiệu là Kiến Phúc.

## Sinh
- 11 tháng 3 – Chuon Nath, Tăng hoàng Campuchia (m. 1969)
- 26 tháng 10 – Napoleon Hill, tác giả người Mỹ (m. 1970)
- 18 tháng 11 – Jazep Jur’jevič Liosik, chủ tịch Rada Cộng hòa Nhân dân Belarus (m. 1940)[1]
- Không rõ – Nguyễn Thị Định, thứ phi của vua Thành Thái, mẹ vua Duy Tân (m. 1971)
- Không rõ – Liêu Thiêm Đinh, vua trộm Đài Loan (m. 1909)

## Mất
- 14 tháng 3 – Karl Marx, nhà tư tưởng cộng sản Đức, người đề xướng chủ nghĩa Marx (s. 1818).
- 19 tháng 7 – Tự Đức, hoàng đế thứ tư của nhà Nguyễn (s. 1829).
- 3 tháng 9 – Ivan Turgenev, nhà văn Nga (s. 1818)
- 6 tháng 10 – Dục Đức, hoàng đế thứ năm của nhà Nguyễn (s. 1852).